# Insumisión

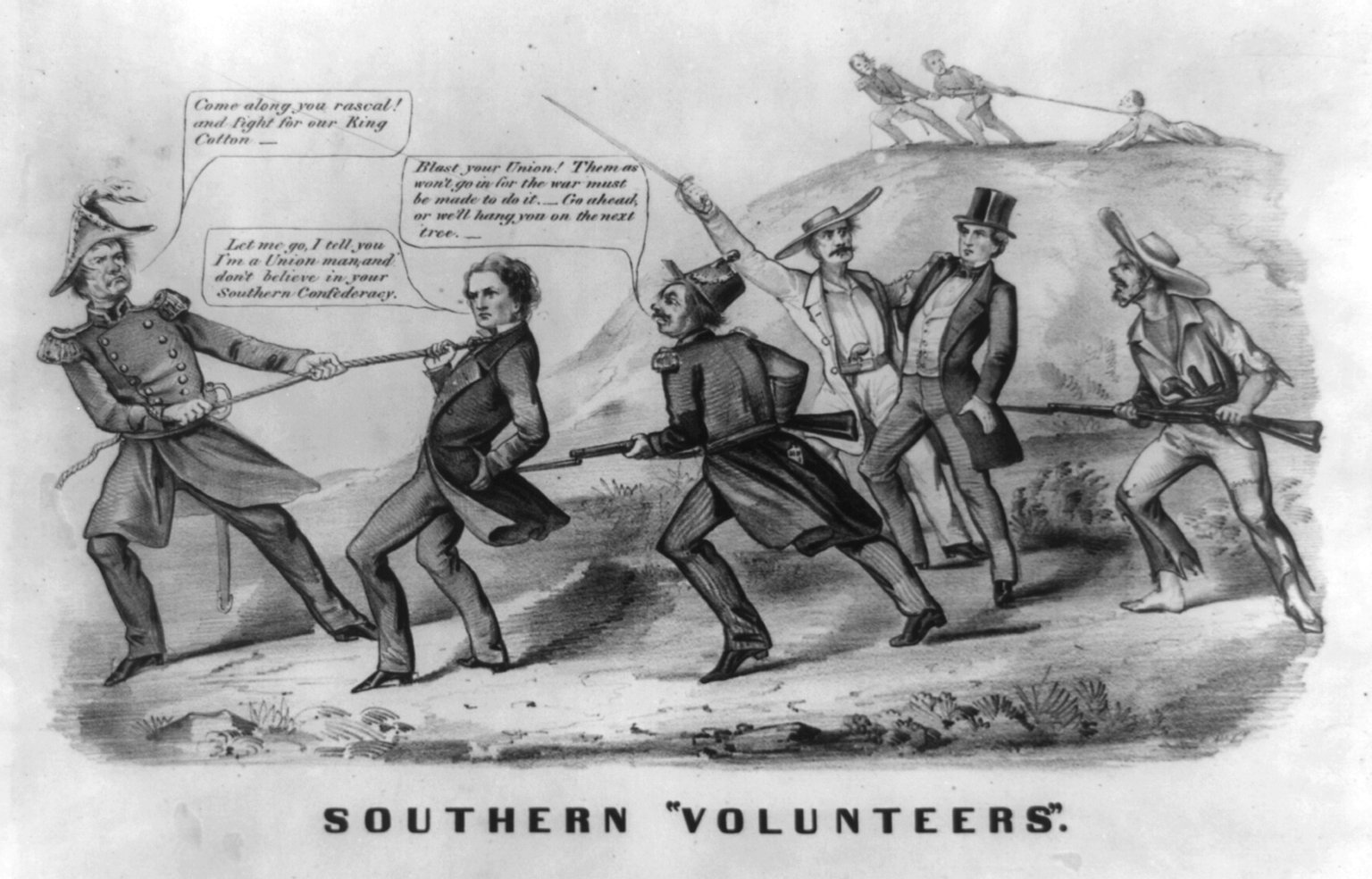
Dibujo mostrando como los unionistas de todos los Estados Confederados, incluidos los alemanes, se resistieron a la imposición del servicio militar obligatorio en 1862.

La insumisión es el rechazo a integrarse, por acción o por omisión, en una determinada organización, o a cumplir determinado requisito que le es exigido a un ciudadano, normalmente  desde el Estado, amparándose en razones de conciencia. Suele definirse como insumiso a aquel que se niega a participar en el servicio militar obligatorio, si bien existen otras formas de insumisión, como por ejemplo la insumisión fiscal, la resistencia a cumplir normas sanitarias impuestas, etc.
La insumisión es una forma de desobediencia civil, y sus motivos pueden ser diversos: filosóficos, políticos, pacifistas, antimilitaristas, religiosos, naturistas o éticos.
La insumisión militar suele estar castigada con penas de cárcel en aquellos países en que el servicio militar es obligatorio. Existe en algunos de esos países una prestación sustitutiva del servicio militar, de carácter social, en la cual muchos insumisos a veces se niegan también a participar.